# Zarwanica (przystanek kolejowy)
Zarwanica (ukr. Зарваниця, ros. Зарваница) – przystanek kolejowy w pobliżu miejscowości Zarwanica, w rejonie złoczowskim, w obwodzie lwowskim, na Ukrainie, przy drodze międzynarodowej M6.
Przystanek powstał w czasach Austro-Węgier na linii kolei galicyjskiej im. Karola Ludwika. Przed II wojną światową była to stacja kolejowa.